# 港神鸚竺鯛
港神鸚竺鯛（學名：Ostorhinchus limenus），又稱港神天竺鯛，為輻鰭魚綱鈎頭魚目天竺鯛科鸚竺鯛屬的其中一個種。

## 分布
本魚分布於澳洲東南海域。

## 深度
水深1至30公尺。

## 特徵
本魚體延長而側扁，眼大，口大略下位。體呈紫紅色，體側具數條黑色細縱紋，在頭部的縱紋具白邊，逐漸向身體淡去，體被櫛鱗，各鰭顏色為紅色，尾柄具一黑色眼斑，體長可達14公分。

## 生態
本魚棲息於河口處的礁石區，通常成小群聚集。繁殖期時，雄魚具有口孵習性，卵約7日化成仔魚，由雄魚吐出，具短暫的仔魚飄浮期。

## 經濟利用
不具經濟價值。